# Marian Wyrzykowski
Marian Wyrzykowski est un acteur de théâtre, de cinéma et de télévision, metteur en scène, et enseignant polonais né le 15 juillet 1904 à Chotomów et mort le 23 avril 1970 à Varsovie.
Il est membre du comité national du Front pour l'unité de la nation (pl) en 1958.

## Biographie

### Jeunesse et études
Son père est Franciszek Wyrzykowski, charpentier et ouvrier agricole saisonnier, et sa mère Rozalia Wyrzykowski née Wesołowska.
Il termine ses quatre années d'études primaires à Powsin. À partir de 1915, il fréquente le lycée Jan Zamojski de Varsovie. En raison du coût élevé des frais de scolarité après quatre classes, il passe en septembre 1919, à l'école normale d'Ursynów, d'où il sort diplômé en 1923.

### Carrière
Il travaille comme instituteur à Konstancin, tout en se rendant aux cours libres de l'université de Varsovie. C'est là qu'il entre en contact avec Józef Kotarbiński (pl) et, à son conseil, entreprend des études de théâtre au département dramatique de l'Université de musique Frédéric-Chopin.
En 1926, il rejoint le Théâtre national de Varsovie. Le 26 septembre de la même année, il fait ses débuts sur scène de ce théâtre dans le rôle d'un cosaque dans la pièce Sen srebrny Salomei de Juliusz Słowacki. Il se produit sur les scènes de Varsovie : au théâtre Letni et au théâtre Nowy. En 1929, il se rend à Vilnius avec le groupe d'Aleksander Zelwerowicz.
De retour à Varsovie, il se produit sur diverses scènes de la capitale, tout en restant souvent au chômage. En 1934, lors du jubilé de Karol Adwentowicz (pl) au Grand Théâtre de Varsovie, il joue le rôle-titre dans  Mazepa (pl) de Juliusz Słowacki, préparée pour le théâtre Kameralny, ce qui l'aide à surmonter sa crise d'acteur. Il est engagé sur les scènes des théâtres de la Société pour la promotion de la culture théâtrale, où il se produit avec succès de 1934 à 1939.
Sa collaboration avec Leon Schiller, entamée au Théâtre Ateneum, se révèle particulièrement fructueuse. Il connaît son plus grand succès avec le rôle-titre de Kordian (pl) de Juliusz Słowacki. En 1933, il s'inscrit au département de mise en scène de l'Institut national d'art dramatique de Varsovie. Il se produit en tant qu'acteur dans les ateliers de mise en scène de ses collègues.
Il participe à la campagne de septembre. Après son retour de l'armée en 1939, il organise et gère brièvement une coopérative de travail dans le bâtiment du Théâtre Polski, qui est liquidé par les Allemands. À partir de 1941, il est serveur au café U Aktorek (pl) et participe à la vie artistique clandestine.
En mars 1941, il est arrêté par les autorités d'occupation allemandes dans le cadre de l'affaire du meurtre d'Igo Sym (pl). Il participe à l'insurrection de Varsovie en tant que soldat sous le pseudonyme de Żuk. Il combat dans le secteur des rues Królewska et Marszałkowska, entre autres pour le bâtiment PAST.
Il est prisonnier du camp de transit (pl) de Pruszków. Il s'installe ensuite à Podkowa Leśna et travaille comme barman.
En 1945, il est engagé au Théâtre Polski de Varsovie, où il joue et met en scène jusqu'à sa mort en 1970, à l'exception de trois saisons en 1962-1965, qu'il passe au Théâtre national de la capitale. Il collabore avec la radio polonaise et participe à de nombreuses soirées poétiques.

## Vie privée
Époux d'actrices : d'abord Czesława Szurszewska (1903-1953), puis Elżbieta Barszczewska. De son premier mariage, il a une fille Maria, professeure d'histoire, et de son second mariage un fils Juliusz, acteur.

## Récompenses et distinctions
- 25 juin 1946 : Croix d'Or du Mérite (Pologne)[3]
- 22 juillet 1949 : Ordre de la Bannière du Travail de seconde classe[4]
- 13 novembre 1953 : Croix d'Or du Mérite (Pologne) (pour la seconde fois)[5]
- 1963 : Ordre de la Bannière du Travail de première classe